# Transistor electroquímic orgànic
El transistor electroquímic orgànic (OECT) és un dispositiu electrònic orgànic que funciona com un transistor. El corrent que flueix a través del dispositiu està controlat per l'intercanvi d'ions entre un electròlit i el canal OECT format per un conductor orgànic o semiconductor. L'intercanvi d'ions és impulsat per una tensió aplicada a l'elèctrode de la porta que està en contacte iònic amb el canal a través de l'electròlit. La migració d'ions entre el canal i l'electròlit va acompanyada de reaccions redox electroquímiques que es produeixen al material del canal. El redox electroquímic del canal juntament amb la migració d'ions canvia la conductivitat del canal en un procés anomenat dopatge electroquímic. Els OECT s'estan explorant per a aplicacions en biosensors, bioelectrònica i electrònica de baix cost i gran superfície. Els OECT també es poden utilitzar com a dispositius de memòria de diversos bits que imiten les funcionalitats sinàptiques del cervell. Per aquest motiu, els OECT també es poden investigar com a elements en aplicacions de computació neuromòrfica.
Els OECT consisteixen en una pel·lícula fina semiconductora o fins i tot conductora (el canal), normalment feta d'un polímer conjugat, que està en contacte directe amb un electròlit. Els elèctrodes de font i drenatge estableixen contacte elèctric amb el canal, mentre que un elèctrode de porta estableix contacte elèctric amb l'electròlit. L'electròlit pot ser líquid, gel o sòlid. En la configuració de polarització més comuna, la font es posa a terra i s'aplica una tensió (tensió de drenatge) al drenatge. Això fa que flueixi un corrent (corrent de drenatge), a causa de la càrrega electrònica (generalment forats) present al canal. Quan s'aplica una tensió a la porta, s'injecten ions de l'electròlit al canal i canvien la densitat de càrrega electrònica i, per tant, el corrent de drenatge. Quan s'elimina la tensió de la porta, els ions injectats tornen a l'electròlit i el corrent de drenatge torna al seu valor original. No obstant això, alguns materials del canal poden contenir els ions migrats fins i tot després d'eliminar la tensió de la porta permetent el seu ús com a dispositius de memòria.
Els OECT solen utilitzar PEDOT:PSS com a material del canal i treballen en mode d'esgotament. El semiconductor orgànic PEDOT està dopat de tipus p pels anions sulfonat presents a PSS i, per tant, PEDOT:PSS presenta una alta conductivitat electrònica. Quan no s'aplica cap tensió de porta, un corrent de drenatge elevat flueix pel canal altament conductor i es diu que l'OECT està en estat ON. Quan s'aplica una tensió positiva a la porta, els cations de l'electròlit s'injecten al canal PEDOT:PSS, on compensen la càrrega negativa dels anions sulfonat. Això condueix a la reducció electroquímica de PEDOT del seu estat oxidat al seu estat neutre, donant lloc a la desdopatge del canal OECT. Aleshores es diu que l'OECT està en estat OFF. També s'han descrit els OECT en mode d'acumulació, basats en semiconductors orgànics intrínsecs (per exemple p(g2T-TT)).
Els OECT són diferents dels transistors d'efecte de camp controlats per electròlits. En aquest últim tipus de dispositiu, els ions no penetren al canal, sinó que s'acumulen a prop de la seva superfície (o prop de la superfície d'una capa dielèctrica, quan aquesta capa es diposita al canal). Això indueix l'acumulació de càrrega electrònica dins del canal, prop de la superfície. En canvi, als OECT, els ions s'injecten al canal i canvien la densitat de càrrega electrònica en tot el seu volum. Com a resultat d'aquest acoblament massiu entre càrrega iònica i electrònica, els OECT mostren una transconductància molt alta juntament amb un guany intrínsec excepcional. L'inconvenient dels OECT és que són lents, ja que estan limitats per la migració inherentment lenta dels ions dins i fora del canal. Tanmateix, els OECT microfabricats mostren temps de resposta de l'ordre de centenars de microsegons. La simulació precisa d'OECT és possible mitjançant el model de deriva-difusió.
Els OECT es van desenvolupar per primera vegada als anys 80 pel grup de Mark Wrighton. Actualment són el focus d'un intens desenvolupament per a aplicacions en bioelectrònica, i en electrònica de gran àrea i de baix cost. Avantatges com ara fabricació i miniaturització senzilles, compatibilitat amb tècniques d'impressió de baix cost, compatibilitat amb una àmplia gamma de suports mecànics (incloses fibres, paper, plàstic i elastòmer), i l'estabilitat en ambients aquosos, van portar al seu ús en una varietat d'aplicacions en biosensors. A més, la seva alta transconductància fa que els OECT siguin potents transductors amplificadors. Els OECT s'han utilitzat per detectar ions, neurotransmissors, metabòlits, ADN, organismes patògens així com per sondejar l'adhesió cel·lular mesurar la integritat del teixit de barrera, detecten l'activitat epilèptica a les rates, i interaccionen amb cèl·lules i teixits elèctricament actius.